# Namiot móżdżku

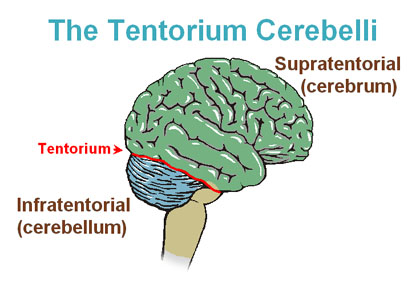
Namiot móżdżku (na czerwono)

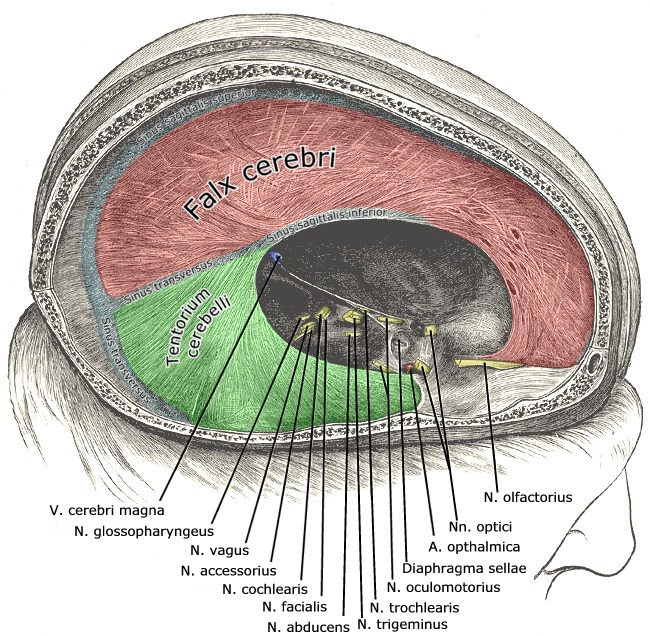
Namiot móżdżku i sierp mózgu

Namiot móżdżku (łac. tentorium cerebelli) – wypustka opony twardej mózgu oddzielająca częściowo tylny dół czaszki od pozostałej części jamy czaszki. Powstaje w ten sposób przestrzeń nadnamiotowa (zawierająca mózg) i podnamiotowa (zawierająca móżdżek i większą część pnia mózgu). Pień mózgu przechodzi przez wcięcie namiotu (incisura tentorii) – połączenie pomiędzy przestrzenią nad- i podnamiotową. Przyczepia się on obustronnie do bruzdy zatoki poprzecznej na kości potylicznej oraz do górnego brzegu piramidy kości skroniowej, a także do wyrostków pochyłych tylnych, środkowych i przednich na kości klinowej.
We wcięciu namiotu móżdżku znajduje się śródmózgowie. 